# Gewaltfreie Aktion

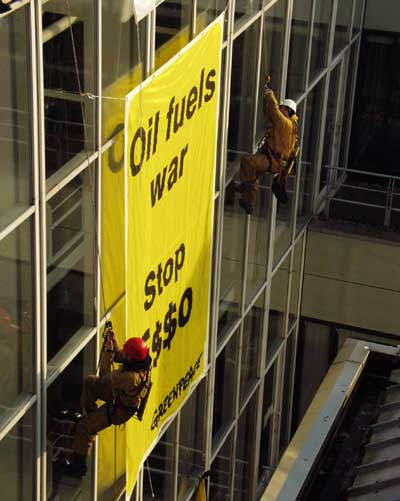
Gewaltfreie Greenpeace-Aktion gegen Esso

Als gewaltfreie Aktion (englisch nonviolent action) werden alle politischen oder sozialen Widerstands- und Auseinandersetzungsformen bezeichnet, die bewusst auf Gewalt gegen andere Menschen verzichten.
Gene Sharp hat die Methoden der gewaltfreien Aktion in folgende Untergruppen klassifiziert:
- gewaltfreier Protest und Überzeugung
- soziale Nichtzusammenarbeit
- Boykottaktionen
- Streikaktionen
- politische Nichtzusammenarbeit
- gewaltfreie Intervention

Das Spektrum der von ihm zusammengestellten 198 Aktionsformen reicht von Protestschreiben und Flugblättern über Demonstrationen, Kundgebungen, Straßentheater, Aufrufen zum Konsumentenboykott, Streiks, „Dienst nach Vorschrift“ bis hin zu kalkulierten Regelverletzungen wie Sitzstreiks, Sit-ins und bestimmten Formen der Sachbeschädigung.
Wenn bewusst Methoden eingesetzt werden, die in dem betreffenden Land gesetzeswidrig sind, handelt es sich um zivilen Ungehorsam. Je nach Rechtssystem und Regierung des Landes, in dem diese Methoden angewendet werden, können die genannten Aktionsformen zu direkten Gewaltreaktionen staatlicher Kräfte führen und strafrechtliche Konsequenzen für die Beteiligten haben.
Eine weitere Perspektive der gewaltfreien Aktion kann die gewaltfreie Revolution darstellen. Der Begriff entstand nach dem Zweiten Weltkrieg im Zusammenhang mit der Herausbildung der Neuen Linken vor allem in Europa und Nordamerika und vereinigt zwei politik-theoretische Strömungen, nämlich die pazifistische Tradition der Gewaltfreiheit und die sozialrevolutionäre Tradition der Arbeiterbewegung. Es entsteht eine Verbindung von Gewaltkritik und Staatskritik, die in sozialen Bewegungen wirksam wird. Theoretische Wurzeln finden sich im Anarchosyndikalismus, im Unionismus der Industrial Workers of the World und im Pazifismus. In Deutschland ist es vor allem die Graswurzelbewegung um die anarchopazifistische Zeitschrift Graswurzelrevolution, die eine gewaltfreie Revolution anstrebt.

## Durchführung

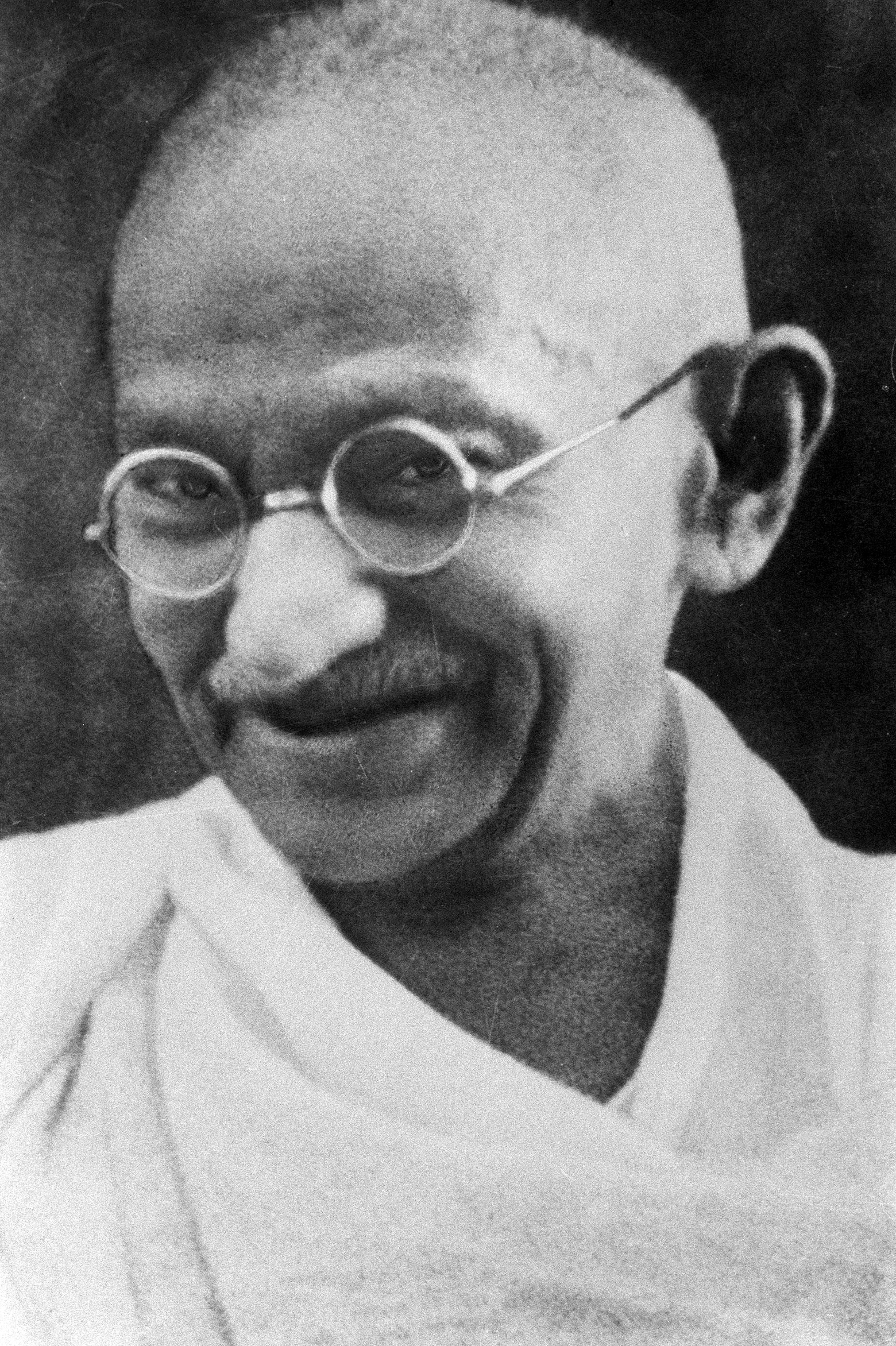
Mahatma Gandhi, ein bekannter Menschenrechts-Aktivist und Vertreter der Gewaltfreiheit

Aldous Huxley schrieb 1937 in seinem Buch An Encyclopaedia of Pacifism:

“Non-violence does not mean doing nothing. It means making the enormous effort required to overcome evil with good. Non-violence does not rely on strong muscles and devilish armaments; it relies on moral courage, self-control and the knowledge, unswervingly acted upon, that there is in every human being, however brutal, however personally hostile, a fund of kindness, a love of justice, a respect for goodness and truth which can be reached by anyone who uses the right means.”

„Gewaltloser Widerstand bedeutet nicht Nichtstun. Er bedeutet, die enorme Kraftanstrengung zu unternehmen, die nötig ist, um das Böse mit dem Guten zu überwinden. Diese Kraftanstrengung baut nicht auf starke Muskeln und teuflische Waffen: Sie baut auf moralische Tapferkeit, auf Selbstbeherrschung und auf das unentwegte, zähe Bewusstsein, dass es auf Erden keinen Menschen gibt – so brutal, so persönlich feindselig er auch sei ohne angeborenes Fundament von Güte, ohne Liebe zur Gerechtigkeit, ohne Achtung vor dem Wahren und Guten; all dies ist für jeden erreichbar, der die geeigneten Mittel verwendet.“

Wiederkehrende Elemente, insbesondere größerer Gewaltfreier Aktionen, sind
- eine öffentliche Ankündigung der Aktion
- Bereitschaftserklärungen[11] oder sogar veröffentlichte Selbstverpflichtungen[12] der Teilnehmer
- eine sorgfältige – oft in längere (Mobilierungs-)Kampagnen eingebundene – Vorbereitung[13][14]
- vorangehende Trainings in Gewaltfreier Aktion
- begleitende Aktionshandbücher[15]
- die Festlegung eines Aktionskonsenses[16]
- die basisdemokratische Organisation der Aktionsteilnehmer in Bezugsgruppen
- die Entscheidungsfindung im Konsensverfahren und in Sprecherräten[17]
- das gemeinsame Singen von ermutigenden Liedern[18]
- begleitende Presse- und Öffentlichkeitsarbeit vor, während und nach der Aktion
- ausgefeilte Unterstützungsstrukturen, die auch mehrtägige Aktionen mit vielen Teilnehmern ermöglichen[19]
- die anschließende Erstellung von Presseauswertungen und Dokumentationen
- anschließende Gerichtsprozesse und Haftaufenthalte von Aktionsteilnehmern, die als Fortsetzung der Aktion verstanden werden

## Beispiele

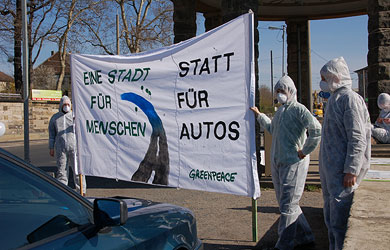
Aktion gegen die Waldschlösschenbrücke und die damit verbundene CO_{2}-Emission

### International
Wichtige internationale Beispiele gewaltfreier Aktionen sind
- der Boykott des Quäkers Benjamin Lay aus Pennsylvania, USA, der jegliche Waren boykottierte, die durch Sklavenarbeit entstanden waren und Gastgeber mied, die Sklaven hielten. 1758 konnte er nach einem Vierteljahrhundert beharrlicher Agitation und individueller Boykott-Praxis einen Meilenstein im Kampf gegen die Sklaverei setzen: Die Quäker Philadelphias ächteten die Sklavenhaltung[21]
- der von Gandhi 1930 initiierte Salzmarsch im indischen Unabhängigkeitskampf
- die Aktionen des Committee for Non-Violent Action 1957–1961 gegen Atomtests in den USA[22] und die sich darin anschließende, weltweite Atomteststopp-Kampagne[23]
- der von Martin Luther King jr. mit organisierte Montgomery Bus Boycott 1955/56 in den USA
- die von der Bauplatzbesetzung in Whyl inspirierte Kampagne mehrerer eskalierender Bauplatzbesetzungen der Clamshell Alliance gegen das geplante Atomkraftwerk bei Seabrook 1975–1977 in den USA, den ersten direkten gewaltfreien Aktionen gegen Atomkraft in den USA.[24] Am 30. April 1977 besetzten über 2.400 Menschen, organisiert in Hunderten von Bezugsgruppen, die vorher ein gemeinsames Training in gewaltfreier Aktion durchgeführt hatten, den Bauplatz. Innerhalb der 14 Stunden dauernden Räumung durch die Staatspolizei wurden 1.414 Besetzer festgenommen und bis zu ihrer Verurteilung 2 Wochen später inhaftiert[25][26]
- der gewaltfreie Widerstand der auf dem Causse du Larzac in Frankreich lebenden Bauern gegen die Anfang der 1970er Jahre von der französischen Regierung geplante Erweiterung eines seit 1903 bestehenden Übungsgeländes des Militärs.[27]
- die Internationalen Gewaltfreien Märsche für Entmilitarisierung von 1976 bis 1989, die in verschiedenen Ländern Europas stattfanden und die Entmilitarisierung der Gesellschaft durch gewaltfreie Aktionen propagierten.[28][29][30]
- die Sabotage-Aktionen der Pflugscharbewegung um friedenspolitisch engagierte katholische Priester und Nonnen in den USA Anfang der 1980er Jahre
- die am 6. August 1983 von 13 Menschen in Paris, Oakland, Toronto und Bonn begonnene, umstrittene, internationale Fastenaktion „Fasten für das Leben“ gegen die „NATO-Nachrüstung“, für den Abbau der sowjetischen SS-20-Raketen und für die Einstellung aller Atomwaffenversuche.[31][32]
- der einwöchige Menschenteppich gegen die Waffenausstellung W81 in Winterthur in der Schweiz 1981[33]
- der gewaltfreie Widerstand zur Beendigung der Marcos-Diktatur auf den Philippinen 1986 (EDSA-Revolution)[34]

### Deutschland
In Deutschland befassen sich neben den Zeitschriften „Gewaltfreie Aktion“ und „Graswurzelrevolution“ zahlreiche Organisationen, Vereine und Initiativen mit Theorie und Praxis gewaltfreier Aktionen, darunter
das Archiv aktiv, die Bildungs- und Begegnungsstätte für gewaltfreie Aktion Kurve Wustrow, der Bund für Soziale Verteidigung, die Föderation Gewaltfreier Aktionsgruppen (FöGA), die Gewaltfreien Aktion Atomwaffen Abschaffen (GAAA), Greenpeace, die Internationale der Kriegsdienstgegner/innen, das Lebenshaus Schwäbische Alb, die Pressehütte Mutlangen, Robin Wood, der Versöhnungsbund, die Werkstatt für gewaltfreie Aktion Baden und X-tausendmal quer.
Wichtige Beispiele für Gewaltfreie Aktionen in Deutschland sind:
- Der Widerstand mehrerer Hundert Frauen gegen die Deportation ihrer jüdischen Männer vor der Sammelstelle in der Rosenstraße 1943 in Berlin[39][40]
- die beiden Besetzungen der zu diesem Zeitpunkt von Großbritannien besetzten und als Bombenabwurfplatz genutzten Insel Helgoland durch die beiden Heidelberger Studenten René Leudesdorff und Georg von Hatzfeld und bis zu 14 weiteren Personen 1950/51,[41] sowie die darauf folgenden Aktionen der Nicht-Kooperation deutscher Behörden und Befehlsträger zur Verzögerung der Verhaftung der Besetzer der Insel durch Großbritannien[42]
- der langjährige gewaltfreie Widerstand gegen die Wehrpflicht, insbesondere durch die Kriegsdienstverweigerung und die Totale Kriegsdienstverweigerung, sowie weitere Protestaktionen wie z. B. gegen Feierliche Gelöbnisse der Bundeswehr ab 1956
- der zweistündige Sitzstreik „nach englischem Vorbild“, mit dem 500 Mitgliedern der Internationale der Kriegsdienstgegner/innen (IDK) 1959 vor dem Hauptportal der englischen Kaserne in Dortmund-Brackel, gegen die dortige Stationierung britischer Atomraketen protestierten[43]
- die Boykott-Aktionen gegen Nahverkehrs- Betriebe in vielen deutschen Städten, die sich von 1966 bis 1971 im Zuge der Rote-Punkt-Aktionen gegen Fahrpreiserhöhungen richteten[44][45], die 1975 von der schweizerischen Gewaltfreien Aktion Kaiseraugst entwickelten Stromrechnungsstreiks[46], d. h. die Verweigerung der Zahlung eines bestimmten Teils der Stromrechnung, als Widerstandsaktion gegen den Bau von Atomkraftwerken durch die Stromerzeuger ab 1977[47][48], der Volkszählungsboykott 1987 sowie die Strom[anbieter]wechsel-Kampagne Atomausstieg selber machen 2006 bis 2015[49][50]
- die Bauplatzbesetzung gegen das geplante Atomkraftwerk Wyhl im Februar 1975 und die Besetzung der Tiefbohrstelle 1004 im Mai 1980 in der Nähe von Gorleben im Wendland
- zahlreiche Kirchenbesetzungen (u. a. in Braunschweig, Aachen, Münster, Berlin, Hamburg, Karlsruhe und Trier) gegen die am 14. März 1979 begonnenen Probebohrungen für ein kerntechnisches Endlager in Gorleben[51]
- die Gewährung von Kirchenasyl, d. h. die vorübergehende Aufnahme von Flüchtlingen durch eine Pfarrei oder Kirchengemeinde zur Abwendung einer von den Gemeindemitgliedern als für die Schutzsuchenden an Leib und Leben bedrohlich angesehenen Abschiebung ab 1983
- die (Blockade-) Aktionen gegen den NATO-Doppelbeschluss vom 12. Dezember 1979 zur Stationierung von „Pershing II“- und „Cruise Missile“-Raketen in der Bundesrepublik
- die Konzertblockaden der Musik- und Aktionsgruppe Lebenslaute
- die Montagsdemonstrationen der Gewaltfreien Revolution 1989/1990 in der DDR
- die zum Teil mehrtägigen gewaltfreien Sitzblockaden gegen Atommülltransporte in Deutschland von X-tausendmal quer und anderen Akteuren der Anti-Atomkraft-Bewegung
- die Sitz-Blockaden am 2. Februar und 15. März 2003 der Rhein-Main Air Base als einen der wichtigsten US-Aufmarsch- und Nachschuborte in der Bundesrepublik für den 2. Irak-Krieg[52]
- öffentliche Feldbefreiungen der von Imkern und Bauern in Deutschland gegründeten Organisation Gendreck weg (2005–2008)
- die mehrtägigen Blockadeaktionen des Aktionsbündnisses Block G8 anlässlich des G8-Gipfels in Heiligendamm 2007
- die Blockaden von (Braunkohle-)Infrastruktur und Tagebaubesetzungen des Bündnisses Ende Gelände seit 2015

## Training in Gewaltfreier Aktion
Trainings in Gewaltfreier Aktion vermitteln bestimmte Methoden zur Analyse einer politischen Situation, zur Zielsetzung und Entwicklung von Strategien sowie zur Einübung konkreter Aktionsformen. Seit den 1990er Jahren dienen Trainings in Gewaltfreiheit auch der Einübung gewaltfreier Maßnahmen zum Schutz von Menschen in Gewalt-, Diskriminierungs- und Bedrohungssituationen (auch unter dem Sammelbegriff Zivilcourage-Trainings) und zur Qualifizierung von Friedensfachkräften für den Einsatz in Krisen- und Kriegsgebieten.
Schon Mahatma Gandhi war von der Notwendigkeit einer kontinuierlichen Praxis und der Einübung gewaltfreien Handelns überzeugt und hielt dies auch im großen Maßstab für möglich. Auch die von den Lehren Gandhis inspirierten Teilnehmer der Sit-ins der US-Bürgerrechtsbewegung für die Aufhebung der Rassentrennung 1960 in Restaurants und 1963 in Kaufhäusern bereiteten sich systematisch in Rollenspielen auf ihre Aktionen vor. Bei den Bauplatzbesetzungen der Clamshell Alliance 1975 in Seabrook (siehe oben: internationale Beispiele für Gewaltfreie Aktionen) waren vorangehende Trainings Voraussetzung für die Teilnahme an der Aktion.
In Deutschland fanden zunächst in den 1950er Jahren, auf Initiative von Nikolaus Koch und in den 1960er Jahren auf Initiative von Konrad Tempel einzelne „Seminare für gewaltloses Konfliktverhalten“ statt. Die ersten Trainings nach US-amerikanischen Vorbild fanden von 1972 bis 1976 jährlich als „Trainingskurs in Gewaltfreier Aktion“ im Internationalen Freundschaftsheim in Bückeburg statt. Sie wurden von dem US-Amerikaner Eric Bachmann durchgeführt, einem Trainer mit langjähriger Erfahrung in der Friedensbewegung der USA, der 1972 als Freiwilliger des US-Versöhnungsbundes nach Deutschland gekommen war. 1975 wurde von ihm erstmals auch ein „TrainerInnen-Training“ durchgeführt.